# Bytnik

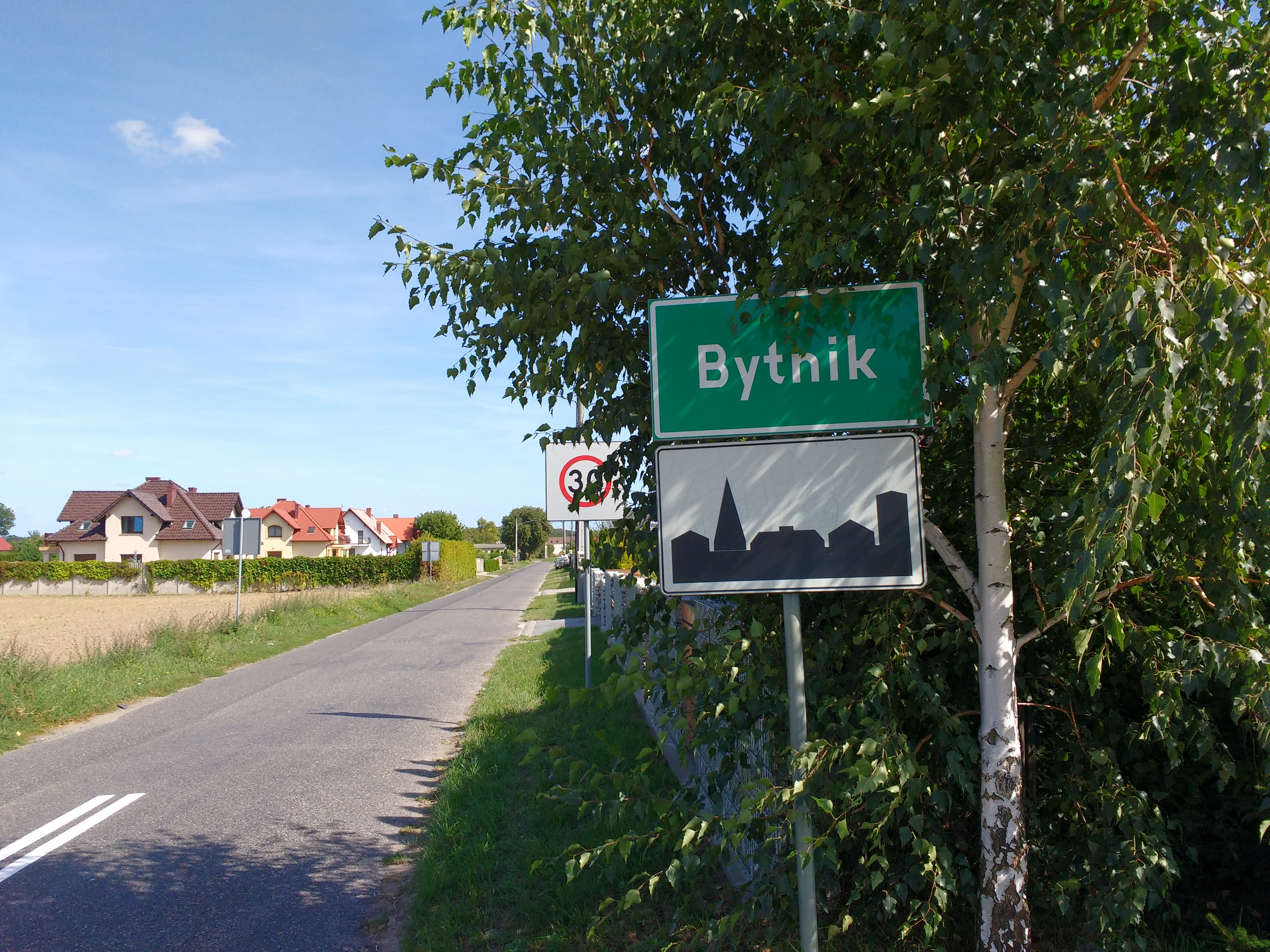
Der Ortseingang von Bytnik im September 2019

Bytnik (deutsch: Beuthnig) ist ein Dorf in der Gmina Głogów (deutsch: Landgemeinde Glogau) in der Woiwodschaft Niederschlesien. Bis 1945 gehörte es zu Deutschland.
Es liegt etwa 6 km von Głogów entfernt und hat 72 Einwohner.